# Libera la Karenina che è in te
Libera la Karenina che è in te è il secondo romanzo della scrittrice Rosa Matteucci, pubblicato nel 2003.
Nel 2004 il libro si è classificato al terzo posto al Premio letterario nazionale per la donna scrittrice.

## Trama
La donna arriva all'Asmara su invito di un amico, il Ragazzo che aspettava qualcosa. I due non hanno una relazione di tipo fisico, ma vanno d'accordo su moltissime altre cose e la donna è davvero contenta di passare qualche giorno con lui e lontano da casa. Con l'amico vive anche un giovane di nome Uriele ed entrambi sono supplenti di materie scientifiche al liceo italiano della città. Il Ragazzo che aspettava qualcosa ha parlato a tutti dell'amica e molti professori, specie Margherita, sono in attesa di poterla conoscere; l'accoglienza è molto calorosa. Ma il Ragazzo che aspettava qualcosa ha invitato a conoscere la donna anche un soldato del contingente italiano di pace. Costui arriva e la donna nota che ha gli occhi color ghiacciolo all'anice e che non si vede il colore dei suoi capelli, mentre le mani sono bellissime. I due si innamorano subito uno dell'altra.
Le prime effusioni tra i due sono del tutto piacevoli, l'intesa sessuale è perfetta. Ma ben presto il legame viene messo in crisi dal Ragazzo che aspettava qualcosa, geloso. Lui e Uriele arrivano a scommettere centomila lire sul fatto che Soldato e Donna non si congiungeranno e perdono la scommessa. Così il Ragazzo che aspettava qualcosa introduce un sottile veleno nella mente del soldato: gli fa credere che la donna e lui stesso hanno ordito una trama per incastrare il soldato, ma da parte della donna non c'è nulla che meriti di chiamarsi amore. Il soldato ci casca in pieno e considera il Ragazzo che aspettava qualcosa come un amico vero, mentre la donna è di colpo crollata al ruolo di nemica e in preda a smodate voglie di sesso.
Nelle giornate seguenti il gruppetto, al quale aderisce anche Margherita con amiche varie, si trova di fronte una situazione alquanto spiacevole: il soldato comincia ad offendere la donna, a infliggerle umiliazioni che aumentano e arrivano a qualche botta assestata con pretesti apparentemente giustificati. In compenso, il soldato proclama ad ogni istante quanto si senta amico del Ragazzo che aspettava qualcosa, quanto per lui contino gli amici, ovviamente molto, ma molto di più di una donna che gli corre dietro. La faccenda diviene pesante al punto che Margherita si defila con le amiche e Uriele dice chiaro alla donna che non la vuole più accompagnare agli incontri con il soldato, perché lui, una persona giusta, alla prossima cafonata del soldato non starà a guardare.
Tutto il gruppo, prima che la situazione degenerasse, aveva fatto una gita a Barentù e la donna si era resa ben conto della povertà, dello sfacelo in cui vivevano gli indigeni. Quando però, giorni dopo, il soldato decide un'altra gita, a Massawa, il gruppo si tira indietro e all'appuntamento inizialmente va la donna da sola. Di fronte alle effusioni di due gatti, il soldato le dice che lei è la gatta e per qualche istante si lascia andare a tenerezze, ma subito dopo, ritornando all'offensività, la fa cadere con un pugno e, mentre lei è in terra, la chiama "troia". Poco dopo si presenta anche il Ragazzo che aspettava qualcosa, debilitato da un forte attacco febbrile; i tre salgono sulla corriera e vanno a Massawa.
Il Ragazzo che aspettava qualcosa si è finalmente reso conto di essere il responsabile dei rapporti così brutali del soldato verso la donna, la quale ne è tanto innamorata da vivere per un gesto, per una promessa. A causa del disastro provocato, il Ragazzo che aspettava qualcosa si è rivolto alla padrona di casa, donna Angiolina, per cercare di uscire dal circolo vizioso e farne uscire anche la donna. Donna Angiolina non si pronuncia, ma fa alcune pratiche tribali e in seguito a queste il Ragazzo si ammala con febbre e un peggioramento della tosse che lo affligge. Tuttavia ha capito che non lascerà la donna sola e che vuole tornare indietro, perciò, facendo appello alle forze residue, ha seguito i due a Massawa. Qui giunti, prendono alloggio in un hotel e il Ragazzo, come pure la donna, passano il pomeriggio a letto. Il mattino seguente tutti escono per andare al mare, salgono su una barca e sono traghettati a un'isola vicina.
Il Ragazzo che aspettava qualcosa è spossato e si ferma mentre i compagni immergono i piedi nella laguna. Avviene che la donna si infili in un punto paludoso e si senta trascinare sempre più in basso. Il soldato, poco lontano da lei, le rifiuta l'aiuto che lei gli chiede: lo fa con toni da bullo e incosciente Ma il Ragazzo che aspettava qualcosa ha un presentimento di urgenza e si avvia a cercare la donna. La chiama a gran voce e dentro di sé si dice che la ama, che è il momento di dirle tutto il suo amore.
Egli è in vista dei due: il soldato lo chiama per farlo sedere accanto a lui, ma l'altro entra in acqua e prende tra le braccia la donna, impantanandosi a sua volta e rischiando di venire risucchiato con lei. Il soldato stavolta è disponibile a intervenire, date le sue competenze acquisite nell'addestramento; si impadronisce di un bastone e lo allunga. La donna lo afferra e il soldato tira, ma il Ragazzo che aspettava qualcosa la tira indietro con tutte le sue forze. Il soldato non può più riuscire e cade a sua volta nell'acqua melmosa, i suoi tentativi di tornare all'asciutto lo fanno solo cadere con il viso, con l'acqua alla bocca. I due invece riescono ad approdare in un punto sicuro e là si fermano: il Ragazzo continua a tenere stretta a sé la donna e ignora le fievoli richieste di aiuto del soldato, che continua a chiamarlo amico mio. Finché anche la testa del soldato sparisce e restano ancora visibili le sue bellissime mani, che la donna riconosce essere uguali a quelle di suo padre.

## Il titolo
Nell'ultima parte del libro, la donna ha più volte pensato al suicidio e una volta ha anche espresso il suo desiderio. Trovatasi sola con il Ragazzo che aspettava qualcosa in prossimità di un binario morto, egli intuisce il pensiero di lei e le dice: 
 Lei lo investe con violenza verbale perché tra i due è in corso un'ostilità accanita. Un altro accenno alle drammatiche vicende di Anna Karenina si trova nell'ultima scena, quando il Ragazzo che aspettava qualcosa, ormai con il cuore mutato e consapevole di aver spinto letteralmente il soldato nel letto della donna, lo definisce nel suo pensiero come Il Vronskij di Barentù.

## Personaggi
- la Donna, senza nome, è andata a fare un viaggio in Eritrea, all'Asmara su invito di un amico e anche per sfuggire alle feste di Natale.
- Il Ragazzo che aspettava qualcosa, l'amico della Donna, insegnante supplente al liceo italiano dell'Asmara.
- Il Soldato, membro di una spedizione internazionale in Eritrea. Viene presentato alla Donna dal Ragazzo che aspettava qualcosa.
- Uriele, altro supplente al liceo italiano, vive nella stessa casa del Ragazzo che aspettava qualcosa.
- Margherita, professoressa al liceo italiano.
- Angiolina, di origine mista (padre eritreo e madre calabrese) è la padrona della casa dove alloggiano il Ragazzo e Uriele. Dedita a pratiche poco chiare, è considerata una maga.

## Edizioni
- Rosa Matteucci, Libera la Karenina che è in te, Adelphi, Milano 2003